# سیگرید اوندست
سیگْرید اونْدْسِت (به نروژی: Sigrid Undset) نویسنده نروژی بود که در سال ۱۹۲۸ برندهٔ جایزه نوبل ادبیات شد.
او در شهر کالوندبورگ در دانمارک به دنیا آمد، ولی وقتی دو سال داشت، با همراه خانواده‌اش به نروژ رفتند. در سال ۱۹۲۴، او به کاتولیک تغییر دین داد. او در سال ۱۹۴۰، به دلیل مخالفت با نازیسم هیتلری و حملهٔ آلمان به نروژ، از نروژ فرار کرد و به ایالات متحدهٔ آمریکا رفت و در پایان جنگ جهانی دوم در ۱۹۴۵ به کشورش بازگشت.
بهترین اثر ادبی وی سه‌گانه‌ی Kristin Lavransdatter است که ماجرای زندگی در اسکاندیناوی در دوران قرون وسطی است و زندگی یک زن از زمان تولد تا مرگ را به تصویر کشیده‌است. سه جلد این کتاب بین سال‌های ۱۹۲۰ تا ۱۹۲۲ منتشر شد.

## زندگی

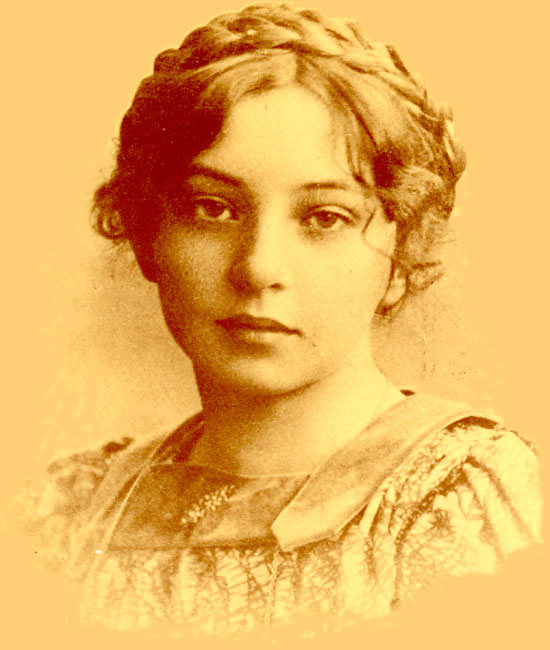
سیگرید اوندست در جوانی

سیگرید اوندست در شهر اسلو بزرگ شد. وقتی ۱۱ سال داشت، پدرش که باستان‌شناس بود، به‌دنبال یک بیماری سخت و طولانی، در ۴۰ سالگی درگذشت. وضعیت اقتصادی خانواده طوری بود که سیگرید نمی‌توانست امیدی به تحصیلات دانشگاهی داشته باشد.

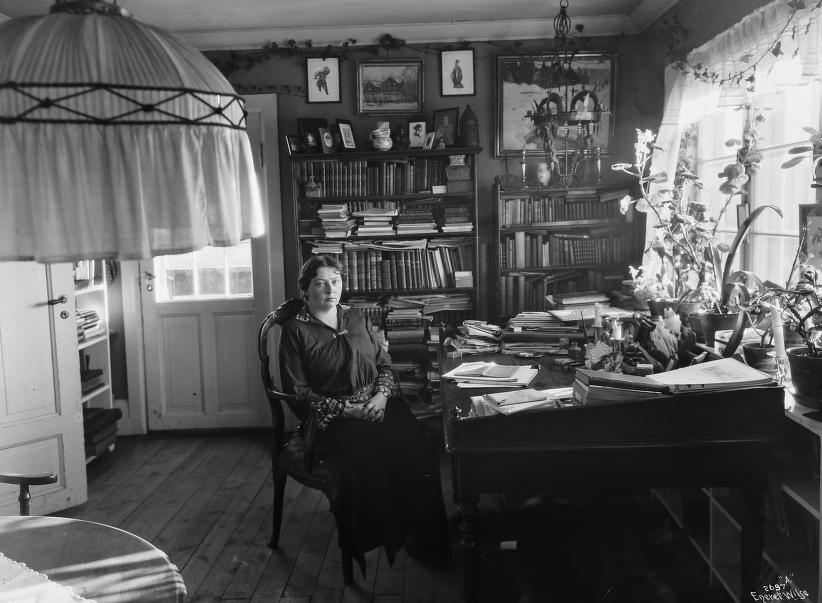
اوندست در محل کارش

او در سال ۱۹۰۷ به اتحادیهٔ نویسندگان نروژ پیوست و بین سال‌های ۱۹۳۳ تا ۱۹۳۵ سرپرستی کمیسیون سوادآموزی را بر عهده داشت و در نهایت به‌عنوان رئیس اتحادیه از سال ۱۹۳۶ تا ۱۹۴۰ خدمت کرد.

## نویسندگی
او بعد از سال ۱۹۲۹ مجموعه رمان‌هایی را در اسلو با گرایش‌های قویِ کاتولیکی تکمیل کرد. اوندست موضوعات کتاب‌های خود را از جامعهٔ کوچک کاتولیک در نروژ انتخاب می‌کرد. همچنین، تعدادی از آثار مهم تاریخی را منتشر کرد که تاریخ نروژ را در جایگاهی هشیارانه قرار می‌دهد. او همچنین چند کتاب ایسلندی و مقالات ادبی را به زبان نروژی نو ترجمه کرد.
در پایان دههٔ ۱۹۳۰، او نوشتن یک رمان تاریخی را شروع کرد که به قرن ۱۸ در اسکاندیناوی مربوط می‌شد؛ ولی فقط جلد اول آن در سال ۱۹۳۹ چاپ و منتشر شد؛ چراکه در همین سال، جنگ جهانی دوم شروع شد و او نتوانست کار خود را تکمیل کند. وقتی ژوزف استالین به فنلاند حمله کرد، سیگرید با اهدای جایزه نوبل ادبیات خود در ۲۵ ژانویهٔ ۱۹۴۰، از تلاش نظامی فنلاند حمایت کرد.

## افتخارات
- سیگرید اوندست جایزه نوبل ادبیات را در سال ۱۹۲۸ از آن خود کرد.[۷]
- یک دهانهٔ آتشفشانی در سیارهٔ ونوس به افتخار او به نام اوندست نامگذاری شده‌است.
- عکس وی بر روی ۵۰۰ کرونی نروژ و دوکرونی تمبر پستی در سال ۱۹۸۲ چاپ شده‌است.
- خانهٔ او قسمتی از موزهٔ میهاگن در شهر لیلهامر نروژ است.[۸]
- چهرهٔ وی بر روی دُم هواپیمای نروجین ایر شاتل بوئینگ ۷۳۷–۸۰۰ نروژی رسم شده‌است.[۹]